# Telestes z Selinus
Telestes z Selinus (IV wiek p.n.e.) – grecki poeta, autor dytyrambów. Znany z attyckich napisów zwycięzców.